# Huub Janssen
Hubertus Cornelis Petrus „Huub“ Janssen (* 16. Januar 1937 in ’s-Hertogenbosch; † 24. Januar 2008 in Eindhoven) war ein niederländischer Jazz-Schlagzeuger.

## Werdegang
Janssen wurde bereits im Alter von vier Jahren durch seinen Vater an die Musik herangeführt. Sein Vater war Straßenmusiker und spielte Akkordeon; mit ihm trat er bereits als Jugendlicher auf. Mit 19 Jahren stieg Huub Janssen in die Big Band von Huub Mus ein. Mit 20 Jahren spielte Janssen in Ad van de Geins Cocktail Trio und nahm an der TV-Show Nieuwe Oogst teil; dies war in den Niederlanden eine Sendung für junge Talente. Durch diesen Auftritt erhielt er ein Engagement bei Tom Manders (Dorus), einem in den Niederlanden bekannten Komiker. Im weiteren Verlauf seiner Karriere spielte Janssen als Studiomusiker mit niederländischen Musikern und bei Jan Gorissen im Radioprogramm Melodieën Express.
1967 stieg er als Schlagzeuger in die Dutch Swing College Band ein. Mit dieser Band nahm er etwa 35 Schallplatten und CDs auf. Janssen reiste 25 bis Ende 1990 mit der Dutch Swing College Band durch die ganze Welt und spielte Konzerte, Radioaufnahmen und TV-Shows. In den 1970er und 1980er Jahren gehörte er mit den College Band-Kollegen Bob Kaper, Marcel Hendricks und Henk Bosch van Drakestein zum Flashback Quartet, mit dem 1979 auch ein Album mit dem französischen Vibraphonisten Dany Doriz entstand.
1985 gründete Janssen die Amazing Jazzband, deren Bandleader er war. Die Band spielte überwiegend traditionellen Jazz in einer Besetzung zwischen drei und sieben Musikern, die zunächst fast durchweg Mitglieder der Revival Jazz Band waren. Zur (wechselnden) Besetzung gehörten u. a.: Cees van den Heuvel (Trompete & Gesang), Bas van Gestel (Posaune & Gesang), Antoine Trommelen (Saxophon), Richard Endlich (Banjo), Jos van Bueren (Bass), Frans Bouwmeester (Bass), Eelco van Velzen (Posaune), Marco Kuipers (Klarinette) und weitere Musiker. Zur Stammbesetzung zählten Cess van den Heuvel, Bas van Gesetel, Richard Endlich und Jos van Bueren. Mit dieser Band veröffentlichte er 1987 ein erstes Album, gefolgt von Huub Janssen Meets Dick Huis (1990).
Daneben trat er mit weiteren Musikern auf. Im Verlauf seines Lebens spielte Huub Janssen mit zahlreichen Jazzgrößen wie z. B. Teddy Wilson, Rod Mason, Billy Butterfield, Lillian Boutté, Joe Venuti, Greetje Kauffeld, Chris Barber, Bob Wilber, Peanuts Hucko, Bud Freeman, Scott Hamilton, Ruby Braff, Warren Vaché, Acker Bilk, Milt Jackson, Kenny Ball, Charly Antolini, Gregor Beck und zahlreichen weiteren Jazzmusikern. Zwischen 1966 und 2000 war er an 146 Aufnahmen von Platten und CDs beteiligt.

## Auszeichnungen
- Mit der Dutch Swing College Band wurde Huub 1990 mit dem Export Award und 1994 mit dem Special Appreciation Bird Award ausgezeichnet.
- Er selbst erhielt u. a. 1993 den Duke of Duketown Award und wurde am 12. Oktober 2006 für besondere Leistungen von der Königin der Niederlande mit dem Orden von Oranien-Nassau geehrt.